# 巫山淺裂繁縷
巫山淺裂繁縷（学名：Nubelaria wushanensis）为石竹科淺裂繁縷屬的植物，是中国的特有植物。分布于中国大陆的广东、广西、贵州、云南、四川、陕西、湖北、湖南、江西、浙江等地，生长于海拔1,000米至2,500米的地区，多生于山地和丘陵地。
巫山淺裂繁縷在1899年命名時被劃分為繁缕属，名巫山繁缕。在2019年時科學家替台灣、中國及日本的繁缕属植物創造新屬淺裂繁縷屬。

## 别名
武冈繁缕（湖北植物志）